# 延岡市立西小学校
延岡市立西小学校（のべおかしりつ にししょうがっこう）は、宮崎県延岡市古城町二丁目にある公立小学校。

## 概要
大瀬川の近くに位置し、隣には宮崎県立延岡高等学校がある小学校である。

## 沿革[1]
- 1956年（昭和31年）4月16日 - 恒富小学校西分校設立。
- 1958年（昭和33年）
  - 4月1日 - 延岡市立西小学校として独立認可。19学級児童数972名・職員22名。
  - 4月20日 - 延岡市立西小学校父母と先生の会設立。
  - 6月15日 - 学校保健委員会結成。
  - 10月16日 - 開校祝賀式挙行し、校旗・校歌の制定。
- 1959年（昭和34年）10月15日 - 牛乳給食開始。
- 1960年（昭和35年）5月1日 - 延岡市教育委員会研究指定校（学校保健）。
- 1961年（昭和36年）
  - 2月28日 - 学校給食調理室竣工。
  - 3月10日 - 学校給食開始。
  - 4月 - 下三輪地区が西小学校区となり、西小下三輪分校（1･2年1学級26名）となる。
- 1966年（昭和41年）6月11日 - 交通安全宜言校。
- 1967年（昭和42年）11月10日 - 県指定交通安全教育研究公開。
- 1970年（昭和45年）
  - 3月1日 - 特別教室2教室と水洗便所竣工。
  - 3月20日 - 体育倉庫竣工
  - 4月1日 - 給食調理室改装。
  - 7月15日 - 簡易プール25m×15m完成。
- 1971年（昭和46年）9月1日 - 下三輪分校を本校に統合。
- 1980年（昭和55年）
  - 9月30日 - 米飯給食開始。
  - 12月9日 - プール完成。
- 1981年（昭和56年) 3月17日 - プール落成式挙行。
- 1982年 (昭和57年) 
  - 1月12日 - 体育館屋根防水塗装改修。
  - 10月26日 - 東・西校舎屋上防水塗装改修工事
- 1983年（昭和58年）
  - 2月25日 - 図書室の机と椅子購入（PTA）。
  - 9月24日 - 東西両校舎屋上防水工事。
  - 9月29日 - 東西両校舎サッシ取り替え工事。
  - 10月15日 - 創立25周年記念式典挙行。
- 1984年（昭和59年）
  - 2月28日 - 創立25周年記念「希望の碑」除幕式挙行。飼育舎・観察水槽改築完成。
  - 4月4日 - 全教室テレビ用配線完備。
  - 8月28日 - 運動場灌水用水道施設設置。
  - 10月21日 - 観察池完成（PTA奉仕作業）。
- 1985年（昭和60年）
  - 3月20日 - 運動場東側ブロック塀改修及び非常門設置
  - 3月25日 - 式用紅白幕購入（卒業記念）。
  - 8月22日 - 19教室側面黒板設置。
  - 9月1日 - 東校舎全階廊下修理完成。
  - 12月27日 - 体育館天井修理。
- 1986年（昭和61年）
  - 3月25日 - 玄関前花壇設置（卒業記念）。
  - 7月20日 - プール防水工事。
  - 8月22日 - 全教室塗装（PTA及び職員作業）。
  - 8月31日 - 東校舎地震対策工事（壁面崩れ防止）。家庭科室・図工室防音工事 裏門改修工事（PTA）。
- 1990年（平成2年）4月1日 - 平成2・3年文部省・県・市指定道徳教育推進校。
- 2008年（平成20年）11月16日 - 創立50周年記念式典挙行。
- 2011年（平成23年）
  - 2月15日 - 大規模耐震補強工事完了。
  - 3月6日 - 新校舎落成式典挙行。
- 2012年（平成24年）3月31日 - 運動場整備完了
- 2018年（平成30年）11月17日 - 創立60周年記念行事（記念集会・正門横看板改修）実施。

## 通学区域
- 古城町一丁目
- 古城町二丁目
- 古城町三丁目
- 古城町四丁目
- 古城町五丁目
- 出口町
- 上大瀬町
- 西小路

- 恒富町一丁目
- 恒富町二丁目
- 恒富町三丁目
- 恒富町四丁目
- 三須町
- 小野町
- 下三輪町

## 学校周辺
- 宮崎県立延岡高等学校 - 延岡市道をはさんで、西側に隣接。
- 延陵会館（延岡高校関連施設） - 延岡市道をはさんで、北側に隣接。
- 延岡市立愛宕第2街区公園
- 延岡こども発達支援センターさくら園
- 宮崎県道16号稲葉崎平原線
- 延岡市南古城公民館
- 光明寺
- 島大明神